# Sant Esteve de Pallerols de Rialb

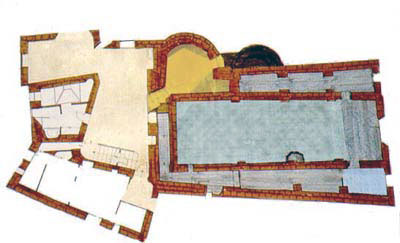
Planta de l'església i la rectoria adjacent.

Sant Esteve de Pallerols de Rialb és una església medieval catalana neoclàssica, però d'origen romànic, a la població de Pallerols de Rialb al municipi de la Baronia de Rialb (la Noguera). Juntament amb l'església s'hi troba l'antiga escola i la rectoria, que actualment es troba en fase de rehabilitació per tal de convertir-se en un punt de trobada pel peregrins del camí de Pallerols a Andorra. Forma part de l'Inventari del Patrimoni Arquitectònic de Catalunya.

## Història
Hi ha notícies del lloc des del segle ix, per l'acta de consagració de l'església de la Seu d'Urgell; pel document subseqüent, que era el capbreu de la mateixa església catedral. L'acta posa les parròquies de Curtizda, Palierolus atque Rialbo, entre les altres; en aquests i d'altres documents successius de l'església d'Urgell s'hi troba la parròquia de Pallerols, com una de les parròquies del Rialb, si bé deslligada de les altres d'aquest municipi.
El titular de Sant Esteve es troba en altres esglésies d'aquesta contrada des dels primers anys del segle xi i d'aquest temps havia de ser el de la parròquia de Pallerols; segons un document de Gualter anterior a l'any 1100 aquesta església tenia el titular de sant Esteve. Encara que sempre ha constat com del comtat i de l'església d'Urgell, en un document de 1033 es dona a entendre que el jutge Miró de Bellera s'havia apoderat del monestir de Santa Grata (Pallars Jussà) i de les seves pertinences, entre les quals hi figura Pallerols; en aquesta data ho recupera el bisbe d'Urgell, Ermengol; segons el context es refereix a aquesta església. La delmació beneficial de 1279 i altres posteriors indiquen que aquesta parròquia no depenia de cap monestir i està comptabilitzada dins els llistat de l'església d'Urgell.

## Arquitectura
L'edifici actual és una construcció neoclàssica, si bé originalment era una església romànica; el fet és que va patir una profunda modificació el 1793. La seva façana principal es troba de cara a migdia, amb l'altar al nord; en posició transversal es veuen les construccions anteriors, una part a llevant, que són els absis i altra a ponent, que és un fragment del frontis. Aquestes restes conformen unes mides de 15 metres per 16 de frontis. S'hi observa un tipus d'edificació que segueix unes característiques semblants amb Santa Maria de Palau, amb Sant Cristòfol de Salinoves, amb la rústica de Sant Girvés de la Torre, i que en temps posterior i en un estil més evolucionat s'ha vist a Gualter.
El tret comú és l'amplada, les cobertes, més alta la del mig, els tres absis i la façana i portalada a ponent, fora de Sant Girvés. Per l'amplada, aquestes edificacions donen la impressió de poca alçada; aquest tipus d'esglésies d'eixamplen i l'alçada no creix en la mateixa proporció. Tampoc tenen campanar primitiu en forma de torre; sobre la façana s'hi alça l'espadanya. El campanar de Pallerols és posterior.
En el mur lateral de ponent s'hi veu un pany de paret de parament de filades de blocs força regular picat a cops de maceta; a la part superior hi ha una finestra de dues esqueixades i de dovelles petites; més avall en posició simètrica hi ha dues finestres geminades que estan tapiades. Es conserva l'absis que correspon a aquesta façana; el cercle està desviat a nord, amb la finestra de dues esqueixades, encara més descentrada. A l'absis central, també una mica desviat a nord, es troben dues finestres del mateix estil, l'una de direcció a sud-est i l'altra quelcom al nord-oest. En l'època posterior aquest absis fou realçat o sobreaixecat.
Les mides exteriors del cos central són de 6,40 m. S'observen els absis en l'interior; el petit serveix de sagristia, i per tant, està parcialment tapat per l'envà; l'altre és una capella lateral. Tanmateix, pel que fa a l'antiguitat d'aquesta parròquia, és possible que les restes romàniques que s'hi veuen no siguin les primitives i que probablement hi hagué una església anterior. En un inici devia ser d'una nau amb creuer, absis i dues absidioles, de les quals en resta una. Al cim del turonet adjacent a Sant Esteve s'hi troba el basament d'una antiga casa forta o castell d'origen també romànic.